# Malcomson and Higginbotham
Malcomson and Higginbotham fue una firma de arquitectura fundada en el siglo XIX y con sede en Detroit (Estados Unidos). Una firma sucesora, Malcomson-Greimel and Associates, todavía existe en Rochester a partir de 2010.

## Historia
Los arquitectos William G. Malcomson y William E. Higginbotham formaron una sociedad en 1890.
La empresa fue contratada por la Junta de Educación de Detroit en 1895, y entre 1895 y 1923 había diseñado más del 75 % de los edificios escolares en Detroit. La firma permaneció en el negocio bajo varios nombres hasta el presente.

## William G. Malcomson
William George Malcomson nació en 1856 en Hamilton, Ontario. Comenzó su carrera arquitectónica temprano, y en 1875 supervisó la construcción de Erie Street United Church , diseñada por Henry Langley, en Ridgetown, Ontario. En 1882, Malcomson se casó con Jennie E. McKinlay de Ridgetown, Ontario; La pareja tuvo cinco hijos. William G. Malcomson murió en 1937.

## William E. Higginbotham
William E. Higginbotham nació en 1858 en Detroit. Fue educado en las escuelas públicas de Detroit y, a la edad de 19 años, se unió a la forma arquitectónica de JV Smith. Se casó con Nettie M. Morphy en 1892; la pareja tuvo dos hijos: una hija, Doris Higginbotham (nacida el 26 de febrero de 1893, Detroit; murió el 3 de julio de 1983, Lafayette, LA) y un hijo, Bruce Field Higginbotham (nacido en 1895, Detroit; muerto en 1939, Atlanta, GA) ). William E. Higginbotham murió en 1922.

## Otros directores y arquitectos
- Malcomson e Higginbotham comenzaron como una sociedad entre William G. Malcomson y William E. Higginbotham.
- Alrededor de 1907, la empresa cambió su nombre a "Malcomson, Higginbotham y Clement" con la incorporación de Hugh B. Clement como socio. Clement pronto se fue, y el nombre volvió a ser "Malcomson and Higginbotham".
- Wirt C. Rowland se unió a la firma, aunque no como socio, en 1912 y permaneció hasta 1915 cuando se reincorporó a Albert Kahn.[6]
- C. William Palmer se convirtió en socio en 1920 y la empresa pasó a ser conocida como "Malcomson, Higginbotham y Palmer",[7] volviendo de nuevo a "Malcomson y Higginbotham" tras la partida de Palmer en 1924, a pesar de la muerte de Higginbotham en 1922.
- En 1925, Alexander L. Trout se convirtió en socio,[8] y la empresa cambió una vez más su nombre a "Malcomson y Higginbotham y Trout" hasta 1935, cuando Trout se fue.[9]
- La firma finalmente eliminó el nombre de Higginbotham después de la muerte de Malcomson en 1937 con la adición de Ralph R. Calder,[9] y Maurice E. Hammond, convirtiéndose en "Malcomson, Calder y Hammond"; permanecieron bajo ese nombre hasta 1945,[9] cuando Ralph R. Calder renunció para establecer su firma homónima, que permanece en el negocio.
- En 1945, Homer A. Fowler se convirtió en socio y el nombre de la empresa se cambió a "Malcomson, Fowler y Hammond".[10] al menos hasta 1958.
- En la década de 1960, la firma se fusionó con la de Karl H. Greimel para convertirse en "Greimel, Malcomson y Hammond". Karl Greimel fue el decano de la Escuela de Arquitectura de la Universidad Tecnológica[11]
- La firma se conoció más tarde como "Greimel, Malcomson y James".
- La firma cambió su nombre a "Malcomson-Greimel and Associates" y todavía existe a partir de 2018.

## Lista de estructuras diseñadas por Malcomson y Higginbotham

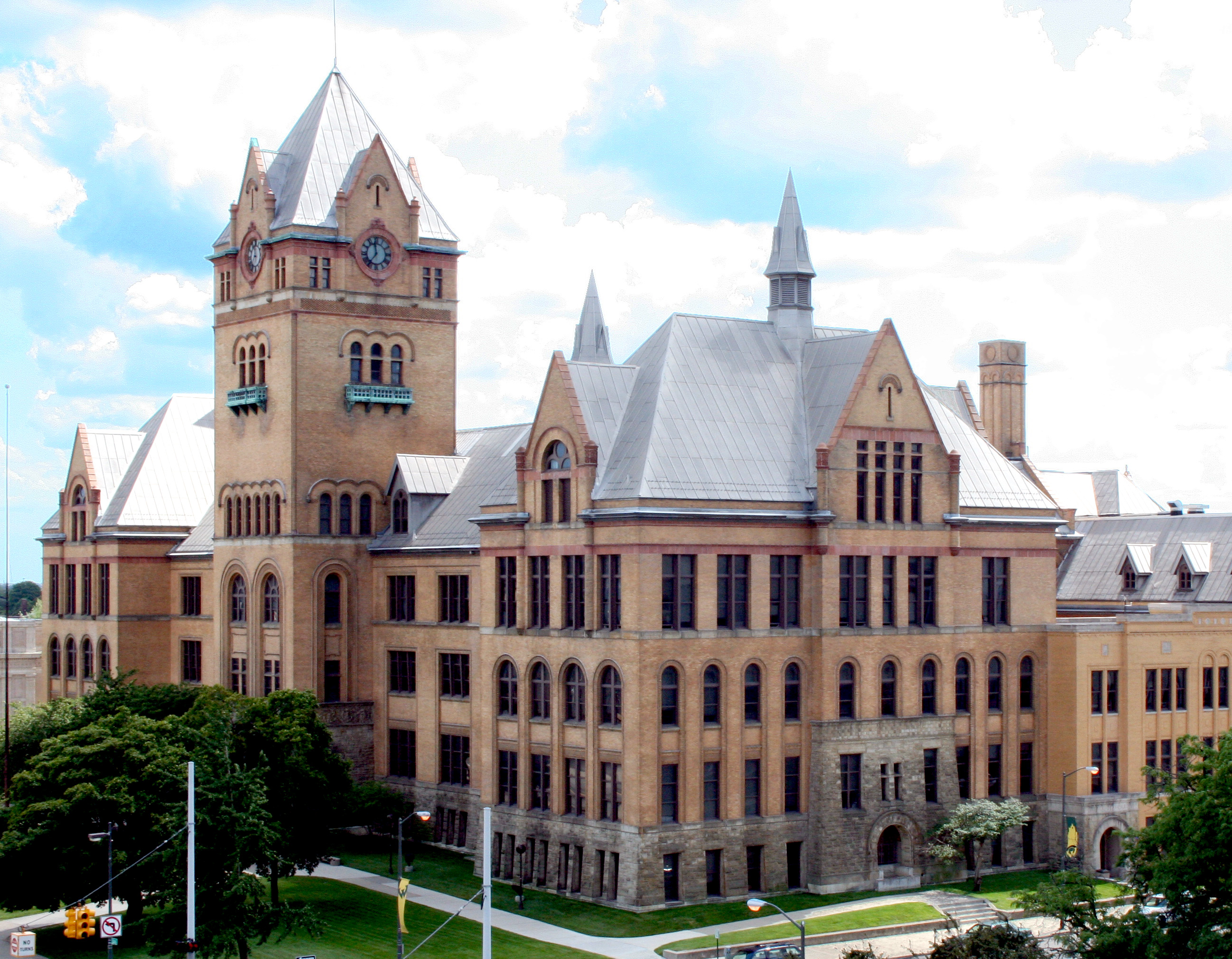
Old Main, Universidad Estatal de Wayne, 1895

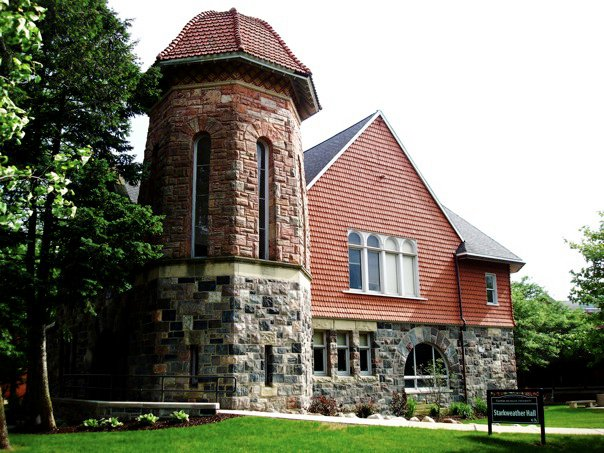
Starkweather Sala, Universidad de Míchigan Oriental, 1896

Todos los edificios están ubicados en Detroit, a menos que se indique lo contrario.
- Iglesia de Nuestra Señora del Rosario, 1883
- Casa Hook and Ladder No. 5-Detroit Fire Department Repair Shop, 1888
- Iglesia Metodista Unida de la Avenida Cass, 1891 (adición)[12]
- Old Main (Universidad Estatal Wayne), 1895[13]
- Casa Mackenzie, 1895[14]
- Casa George P. MacNichol, Wyandotte, 1896
- Verona Apartments, 1896
- James A. Garfield School, 1896
- Starkweather Hall (Universidad de Míchigan Oriental), Ypsilanti, 1896
- Casa Ford-Bacon, Wyandotte, 1897
- Casa Arthur M. Parker, 1901
- Henry S. Frieze Building (Universidad de Míchigan), Ann Arbor, 1905
- Casa Henry Ford, 1907
- Jefferson Intermediate School, 1922
- Nellie Leland School, 1918
- Cass Technical High School, 1922 (demolida, 2011)
- Flint Central High School, Flint, 1923
- Ann Arbor Elementary School, Ann Arbor, 1929
- Mosher-Jordan Hall (Universidad de Míchigan), Ann Arbor, 1930
- University of Detroit Jesuit High School and Academy, 1931
- Mary Mayo Hall (Universidad Estatal de Míchigan), East Lansing, 1931[15]
- Sarah Langdon Williams Hall (Universidad Estatal de Míchigan), East Lansing, 1937